# Ghinallelia globifera
Ghinallelia globifera är en insektsart som först beskrevs av Ernst Evald Bergroth 1906.  Ghinallelia globifera ingår i släktet Ghinallelia och familjen rovskinnbaggar. Inga underarter finns listade i Catalogue of Life.